# Heinrich Melas
Heinrich Melas (n. la 12 august 1829 în Sebeș - d. la 23 noiembrie 1894, Sighișoara, România) a fost un sas ardelean, avocat, dar și scriitor, poet și traducător.

## Biografie
Tatăl său, Samuel Melas, a fost preot evangelic în Sebeș. Între anii 1842-1847, Heinrich a urmat cursurile gimnaziului din localitatea natală. Pe urmă și-a continuat studiile în orașul Sibiu.
Heinrich Melas a intrat între anii 1848-1849 în Partidul ardelean al sașilor. După Revoluția din 1848 l-a cunoscut pe Hermann Brukenthal, care i-a fost profesor și mentor. A călătorit la Viena împreună cu Hermann Brukenthal. Moartea timpurie a lui Brukenthal, l-a determinat să se reîntoarcă în anul 1852 la Sibiu. A fost judecător adjunct la Judecătoria din Sibiu între anii 1852-1854. A ocupat funcții juridice similare în Sebeș, Târgu-Mureș, Aiud, Abrud, Geoagiu și Teiuș iar în anul 1863 în Comitatul Târnava-Mică. Din motive familiale s-a decis să renunțe la aceste funcții și s-a stabilit în anul 1877 ca avocat în Sighișoara. 
A fost un membru activ al comunității evanghelice, ocupându-se și de probleme economice și grădinărit. Neavând copii, Heinrich Melas a donat sume importante comunității evanghelice din Sighișoara.
Operele sale scrise în dialectul săsesc au fost publicate în foileton, în periodicul local Siebenbürgischer Volksfreund.

### Traduceri
A tradus mai ales poezii din limbile franceză și maghiară (Sándor Petőfi).

## Volume publicate
- Französische und magyarische Dichtungen in metrischer Übersetzung  (Versuri franceze și maghiare în traducere metrică), Editura Graeser, Viena, 1885 [1]